# Lakshmi Mittal
Lakshmi Narayan Mittal (hay Lakshmi Nivas Mittal) (लक्ष्मी िनवास मित्तल) (sinh 15 tháng 6 năm 1950) là một nhà công nghiệp, tỷ phú người Ấn Độ. Ông là người giàu thứ 70 trên thế giới với số tài sản lên đến 14,4 tỷ USD theo công bố của tạp chí Forbes.
Tờ Thời báo Tài chính (The Financial Times) chọn Mittal là nhân vật của năm 2006. Tháng 5 năm 2007, ông được tạp chí Time chọn vào danh sách 100 người có tầm ảnh hưởng nhất thế giới.
Mittal sinh ở làng Sadulpur thuộc quận Rajasthan, Ấn Độ và hiện đang sinh sống tại Kensington, London.